# Чекалкіно
Чека́лкіно (рос. Чекалкино, удм. Чокал) — присілок в Малопургинському районі Удмуртії, Росія.
Урбаноніми:
- вулиці — Садова

## Населення
Населення — 33 особи (2010; 36 в 2002).
Національний склад станом на 2002 рік:
- удмурти — 94 %